# Maciej Krawczyk
Maciej Julian Krawczyk – polski fizyk, profesor nauk fizycznych, specjalizuje się w fizyce nanomateriałów, teorii magnetyzmu, kryształach magnonicznych, magnonice, dynamice fal spinowych, półprzewodnikowych ogniwach fotowoltaicznych, metodach obliczeniowych oraz w fizyce stosowanej, nauczyciel akademicki Uniwersytetu im. Adama Mickiewicza w Poznaniu.

## Życiorys
Studia na poznańskim Wydziale Fizyki UAM ukończył w 1994, gdzie następnie został zatrudniony i zdobywał kolejne awanse akademickie. Stopień doktorski uzyskał w 2001 na podstawie pracy pt. Badanie widma magnonowego periodycznych kompozytów magnetycznych: wzbronione przerwy energetyczne (promotorem był prof. Henryk Puszkarski). Habilitował się w 2009 na podstawie oceny dorobku naukowego i pracy pod tytułem Kryształy magnoniczne jako magnetyczny odpowiednik kryształów fotonicznych. Tytuł naukowy profesora nauk fizycznych został mu nadany w 2015 roku.
Na macierzystym Wydziale Fizyki UAM pracuje jako profesor nadzwyczajny i kierownik w Zakładzie Fizyki Nanomateriałów. Prowadzi zajęcia z fizyki powierzchni, optyki z fotoniką oraz zjawisk powierzchniowych.
Jest członkiem Polskiego Towarzystwa Fizycznego. Swoje prace publikował m.in. w "Physical Review B", "Acta Physica Polonica" oraz w "Journal of Applied Physics".
Został odznaczony Srebrnym (2023) Krzyżem Zasługi.